# セス・リッグス
セス・リッグス（英: Seth Riggs、1930年9月19日 - ）は、アメリカ合衆国のボイストレーナー。ロサンゼルスを本拠地に、ボイストレーニングを行っている。
ベルカント唱法を基に発声法「Speech Level Singing」（スピーチ・レベル・シンギング、SLS）を考案し、マイケル・ジャクソン等トップスターのボイストレーナーとしてレコーディングやツアーのサポートなど過密なスケジュールをこなしている。SLS指導者の育成もしており、ボイストレーナーとしての様々な厳しいテストをパスした者にそのライセンスを与えている。
同じくボイストレーナーとして著名なロジャー・ラヴはリッグスの元教え子の一人である。

## 指導した主な著名人
- アニー・レノックス
- アニタ・ベイカー
- アル・ジャロウ
- アンソニー・キーディス
- アンソニー・クイン
- アン＝マーグレット
- ヴァーダイン・ホワイト
- ヴァル・キルマー
- ウーピー・ゴールドバーグ
- エイミー・リー
- エディ・マーフィー
- エンリケ・イグレシアス
- オジー・オズボーン
- オリビア・ニュートン＝ジョン
- カリル・ウィルソン
- キム・ソヒャン（英語: Sohyang）
- キム・ベイシンガー
- キルスティン・ダンスト
- クリスチャン・ベール
- コニー・フランシス
- ジーン・ハックマン
- シェール
- ジェームズ・コバーン
- ジェイコブ・ディラン
- ジェニファー・ロペス
- ジェレミー・アイアンズ
- シャーリー・マクレーン
- ジャネット・ジャクソン
- シャロン・ストーン
- ジョージ・ベンソン
- ジョシュ・グローバン
- シルヴィ・ヴァルタン
- シンニード・オコナー
- スティーヴィー・ワンダー
- ダイアナ・ロス
- ダスティ・スプリングフィールド
- 橘慶太
- チェスター・ベニントン
- チタ・リベラ
- ティナ・ターナー
- デヴィッド・アーチュレッタ
- トビー・マグワイア
- ナタリー・コール
- ニーナ・シモン
- ニコール・キッドマン
- ニコラス・ケイジ
- ネイサン・レイン
- バーナデット・ピーターズ
- バーブラ・ストライサンド
- パット・ブーン
- ピーター・セテラ
- フィリップ・ベイリー
- 広瀬香美
- フランキー・ヴァリ
- フリオ・イグレシアス
- プリンス
- ベット・ミドラー
- ポール・スタンレー
- ボニー・レイット
- マイケル・ジャクソン
- マイケル・ボルトン
- マコーレー・カルキン
- マドンナ
- モーリス・ホワイト
- ルーサー・ヴァンドロス
- ライオネル・リッチー
- ライザ・ミネリ
- リック・スプリングフィールド
- レイ・チャールズ
- レスリー・ニールセン
- 黄金井オサム

## 著書
- Singing for the Stars: A Complete Program for Training Your Voice, Alfred Music, 1992, ISBN 978-0-88284-528-9
- American Idol Singer's Advantage - Male Version, In Tune, 2007, ISBN 978-1934436028

## 参加作品

### 映画
- 何がアリスに起ったか? (1969, Warren)
- I Married a Centerfold (1984, Vocal Consultant)
- サティスファクション (1988, Vocal Coach - Ms. Bateman)
- ドアーズ (1991, Vocal Consultant - Val Kilmer)
- あなたに恋のリフレイン (1991, Vocal Consultant - Ms. Basinger)
- フォー・ザ・ボーイズ (1991, Voice Coach - Mr. Caan)
- マンボ・キングス/わが心のマリア (1992, Voice Coach)
- ニュージーズ (1992, Vocal Consultant)
- 天使にラブ・ソングを… (1992, Vocal Coach - Ms. Goldberg)
- TINA ティナ (1993, Vocal Coach)
- ボーイズ・オン・ザ・サイド (1995, Vocal Consultant)
- Living Out Loud (1998, Vocal Coach - Ms. Hunter)
- ソウルメン (2008, Music Vocal Coach)
- マイケル・ジャクソン THIS IS IT (2009, Vocal Consultant - Michael Jackson)